# Sammy Goosen
Hendrik Willem Nicolaas „Sammy“ Goosen (* 1892 in Tarkastad; † unbekannt) war ein südafrikanischer Radrennfahrer.

## Karriere
Goosen nahm 1920 an den Olympischen Spielen in Antwerpen teil. In der Mannschaftsverfolgung über 4000 m gewann er Bronze. Im Tandemrennen über 2000 m mit George Thursfield schied er im Vorlauf gegen die späteren Olympiasieger Thomas Lance und Harry Ryan aus. Im Einzelwettbewerb ging der Südafrikaner ebenfalls an den Start. Auch hier erreichte er das Halbfinale nicht.